# Manned Maneuvering Unit

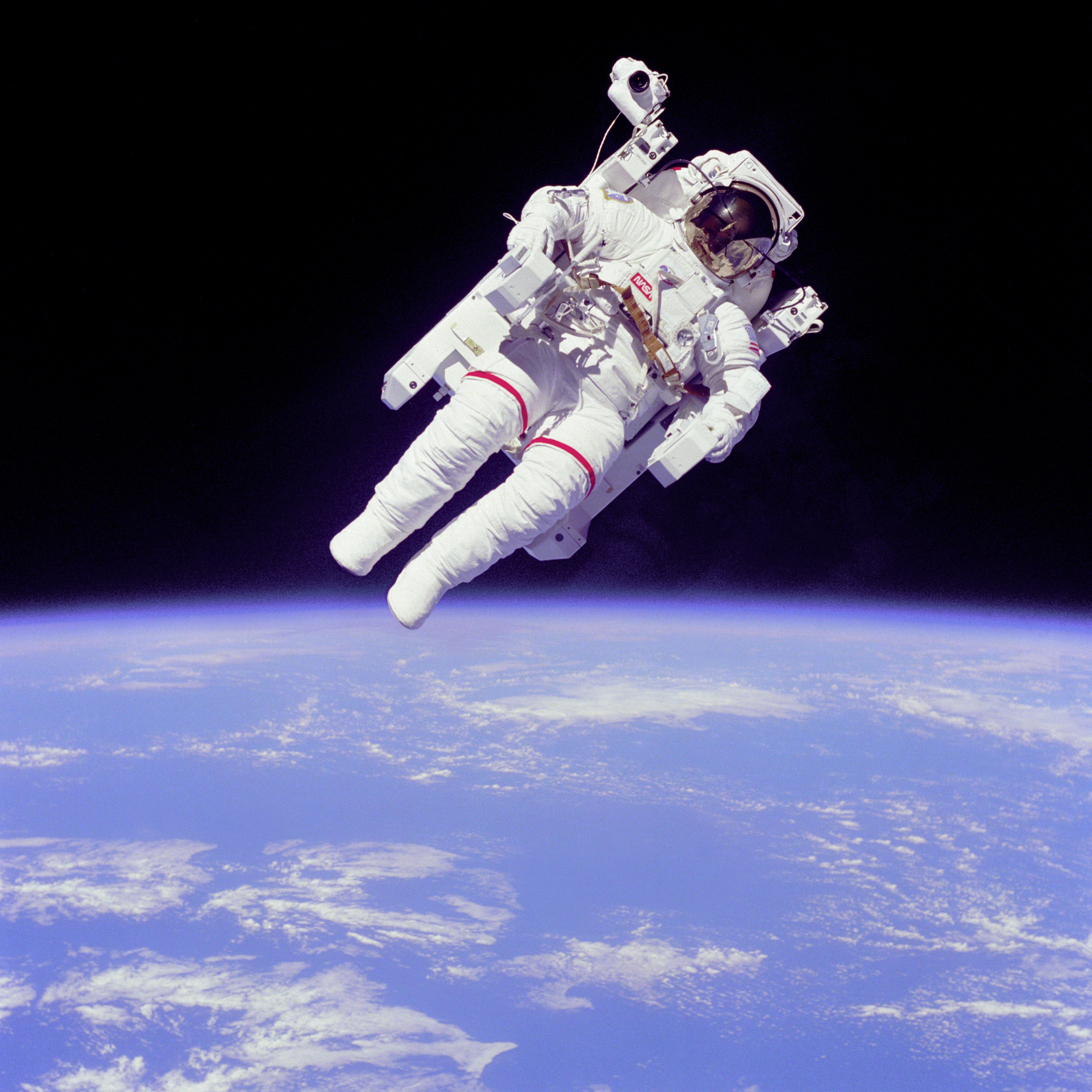
Astronaut Bruce McCandless mit einer MMU

Die Manned Maneuvering Unit (MMU) ist ein historischer Düsenrucksack für Astronauten. Er wurde in den 1970er Jahren entwickelt und nur bei drei Außenbordeinsätzen (EVAs) während Space-Shuttle-Flügen im Jahr 1984 genutzt.

## Aufbau
Eine MMU ist 127 cm hoch und 85 cm breit. Sie ist mit zwei ausfahrbaren Armstützen ausgerüstet, an deren Ende die Hebel zur Steuerung angebracht sind. Die Einheit ist mit eingezogenen Armen  69 cm und mit ausgefahrenen Armen 122 cm tief. Zum Manövrieren verfügte die MMU über 24 Kaltgastriebwerke, die mit Stickstoffgas arbeiteten. Die Gesamtmasse betrug 153,4 kg (inklusive 10,6 kg Gas; zwei Tanks mit je 5,3 kg). Das Delta v der MMU betrug maximal 23,4 m/s.

## Verwendung
Die MMU gehörte nicht zur Standardausstattung der US-Raumfähre, sondern wurde nur mitgeführt, wenn es die Mission erforderte. Sie wurde von der Firma Martin Marietta in Colorado für EVAs ohne Sicherung durch den Robotarm oder eine Leine für die Rettung eines Astronauten bzw. das Einfangen von fortschwebenden Ausrüstungsteilen konzipiert. Sie war im Frachtraum des Orbiters in der sogenannten Flight Support Station (FSS) untergebracht. Der Astronaut verließ die Luftschleuse, schwebte in die Nutzlastbucht und stellte sich in die FSS, die mit Fußrasten ausgerüstet war. Dann wurde die MMU angelegt, indem der Tornister am Rücken des Astronauten mit zwei Schlössern am Innenteil der MMU einrastete. 
Die MMU kam lediglich bei drei Missionen im Jahr 1984 zum Einsatz. Erstmals wurde das System bei der Mission STS-41-B im Februar von den Astronauten Bruce McCandless und Bob Stewart eingesetzt. Alle Tests verliefen erfolgreich, wobei sich die beiden bis zu 98 Meter vom Shuttle entfernten.
Der zweite Einsatz fand im April 1984 auf STS-41-C statt. George Nelson flog den acht Monate zuvor gestarteten Satelliten Solar Max mit der MMU an, konnte ihn aber nicht stabilisieren. Der Greifarm des Shuttles fing den Satelliten schließlich zwei Tage später ein. Nachdem Solar Max wieder repariert und ausgesetzt worden war, unternahm James van Hoften mit einer zweiten MMU weitere Tests.
Bei STS-51-A im November 1984 wurde die MMU das letzte Mal eingesetzt. Dabei wurden die im Februar vom Shuttle ausgesetzten Satelliten Westar VI und Palapa-B2 wieder eingefangen und zurück zur Erde gebracht. Bei der ersten EVA flog Joe Allen Palapa an und brachte ihn zum Shuttle. Beim zweiten Ausstieg unternahm Dale Gardner mit Westar das gleiche Manöver.
Bei jedem der drei Flüge wurden dieselben MMU-Einheiten benutzt (zwei pro Mission). Danach wurden die MMU nie wieder verwendet. Der Einsatz war der NASA zu riskant und ihre Steuerung erwies sich als zu ungenau. Zwar wurde Lockheed Martin unter Vertrag genommen, bis September 1991 einen Plan für die Rückkehr der MMUs in den Flugstatus zu entwickeln und den künftigen MMU-Einsatz in Verbindung mit dem Space Shuttle zu untersuchen, aber dieser Plan wurde letztlich nicht umgesetzt. Bei Arbeiten an der Internationalen Raumstation (ISS) ist die MMU wegen ihrer sperrigen Ausmaße unbrauchbar. 

## Verbleib und Nachfolgeprojekte
Eine der drei MMU ist seit 2001 im James S. McDonnell Space Hangar am Steven F. Udvar-Hazy Center, das zum Smithonian National Air- and Space Museum gehört, ausgestellt.
Nachfolger der MMU ist das – viel kleinere und leichtere – Simplified Aid for EVA Rescue (SAFER).